# شیوا قاسمی‌پور
شیوا قاسمی‌پور سیاستمدار ایرانی است. وی موفق شد در یازدهمین انتخابات مجلس شورای اسلامی که در تاریخ ۲ اسفند ۱۳۹۸ برگزار شد، با کسب ۸ هزار و ۵۲۸ رای از مجموع ۳۷ هزار و ۷۵۱ رای ماخوذه، از حوزه انتخابیه مریوان و سروآباد از استان کردستان انتخاب گردد و به مجلس راه یابد. وی در این رقابت تنها با اختلاف ۳۳ رای از عثمان باقدم رقیب انتخاباتی‌اش پیروز میدان شد.

## حواشی
در پی خیزش ۱۴۰۱ ایران و اعترضات و ناآرامی‌های مریوان در ۱۵ آبان، دفتر ارتباطات مردمی شیوا قاسمی‌پور مورد هجمه معترضین قرار گرفت و شیشه‌ها و تابلوی سر درب این دفتر را شکستند.